# Croton macrostachyus
Croton macrostachyus es una especie de pequeño árbol de la familia Euphorbiaceae.

## Descripción
Es un árbol monoico o dioico que alcanza un tamaño de 2-30 m de altura (2-10 m en la sabana, 10-28 m en el bosque), con 10 a 80 cm de diámetro.

## Ecología
Se encuentra en el bosque con Albizia-Macaranga; y Podocarpus latifolius y en la sabana, en barbechos, bosque de galería, bordes de pantanos, como formación secundaria cerca de los bosques, en termiteros, los bordes de las carreteras, sobre todo en suelos de origen volcánico (Etiopía), etc ...

## Taxonomía
Croton macrostachyus fue descrita por Hochst. ex Delile  y publicado en Voyage en Abyssinie 3: 158. 1847.
Etimología
Ver: Croton
macrostachyus: epíteto latino que significa "con grandes picos".
Sinonimia
- Croton acuminatus R.Br.
- Croton butaguensis De Wild.
- Croton guerzesiensis Beille
- Croton guerzesiensis Beille ex A.Chev.
- Croton macrostachyus var. mollissimus Chiov.
- Oxydectes macrostachya (Hochst. ex Delile) Kuntze
- Rottlera schimperi Hochst. & Steud.[4][5]